# Forte da Rua Longa

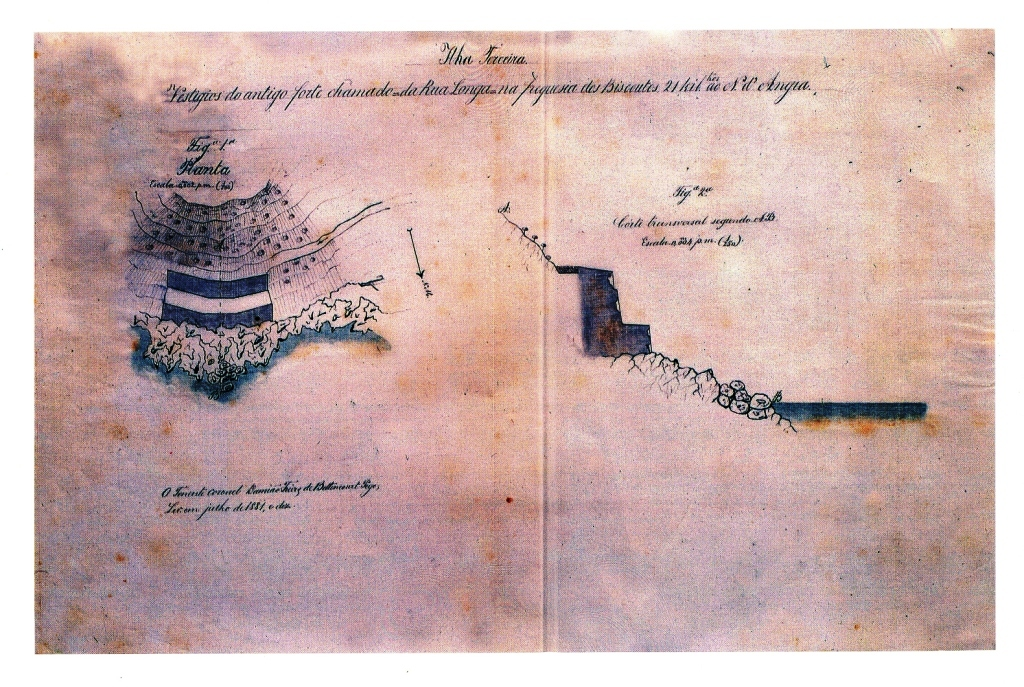
Planta do Forte da Rua Longa (Damião Pego, Julho de 1881).

O Forte da Rua Longa localizava-se na baía ou enseada do Rolo (de "pedra rolada"), na freguesia dos Biscoitos, concelho da Praia da Vitória, na costa norte da ilha Terceira, nos Açores.
Em posição dominante sobre este trecho do litoral, constituiu-se em uma fortificação destinada à defesa deste ancoradouro contra os ataques de piratas e corsários, outrora frequentes nesta região do oceano Atlântico.

## História
Pouco se sabe acerca de sua construção ou evolução, uma vez que nem o padre António Cordeiro (Historia Insulana), nem Francisco Ferreira Drumond (Anais da Ilha Terceira), o referem.
Sabe-se, entretanto, que Pero Anes do Canto proveu a fortificação do porto da Cruz dos Biscoitos (Forte de São Pedro) e parece lógico que o mesmo tenha se preocupado em criar uma defesa na outra enseada deste povoado, onde um desembarque era possível.
Há quem defenda que o porto de Pero Anes do Canto se situava, na realidade, na baía do Rolo, sendo o forte da Rua Longa aquele que o Provedor das Armadas fez construir, embora não haja documentos que corroborem esse raciocínio.
A "Relação" do marechal de campo Barão de Bastos em 1862 informa que se encontrava incapaz desde longos anos, e complementa: "(...) É uma obra simplesmente de terra, construida em propriedade particular, e só deve ser reconstruida quando as circunstancias o exijão."
No contexto da Segunda Guerra Mundial abrigou um ninho de metralhadoras. Do mesmo modo, as ruínas de uma pequena casa à sua entrada, também se devem relacionar com a obra efetuada durante aquele conflito, uma vez que essa edificação não consta da planta de 1898.

## Características
Os vestígios que chegaram aos nossos dias não permitem concluir como foi a sua primitiva planta.
O tombo de 1881 aponta-lhe os vestígios, e a planta então desenhada permite compreender que se tratava de fortificação de pequenas dimensões, embora já não mostre a existência de canhoneiras, edificações de serviço ou parapeitos para fuzilaria.
É possível que nos anos imediatamente a seguir tenha sofrido algumas obras, a crer-se em planta posterior, datada de 1898, e que o apresenta com duas canhoneiras.